# Entephria subbyssata
Entephria subbyssata är en fjärilsart som beskrevs av Embrik Strand 1903. Entephria subbyssata ingår i släktet Entephria och familjen mätare. Inga underarter finns listade i Catalogue of Life.